# Pařba v Jersey Shore
Pařba v Jersey Shore (v anglickém originále Jersey Shore) je americká reality show vysílaná stanicí MTV v letech 2009–2012. Sleduje život osmi spolubydlících, kteří tráví léto v Jersey Shore v New Jersey. V druhé sérii se spolubydlící přesunou do slunného Miami Beach na Floridě. Ve třetí sérii se vrací do Jersey Shore a ve čtvrté sérii se chystají do Itálie. Pořad je hodně kontroverzní, obsazení zobrazuje italsko-americké stereotypy a přinesl unikátní fráze do americké slovní zásoby. Pořad má vysokou sledovanost a stal se nejsledovanějším pořadem produkce MTV.

## Obsazení
| Jméno (přezdívka)                  | Série            | Věk | Rodné město                                | Etnický původ                          |
| ---------------------------------- | ---------------- | --- | ------------------------------------------ | -------------------------------------- |
| Angelina Pivarnick                 | 1, 2             | 22  | Staten Island, New York                    | Polsko-italská Američanka              |
| Jenni Farley (JWoww)               | 1, 2, 3, 4, 5, 6 | 23  | Franklin Square, New York                  | Irsko-španělská Američanka             |
| Michael Sorrentino (The Situation) | 1, 2, 3, 4, 5, 6 | 28  | West New Brighton, Staten Island, New York | Italský Američan                       |
| Nicole Polizzi (Snooki)            | 1, 2, 3, 4, 5, 6 | 22  | Marlboro, New York                         | Adoptovaná z Chile italskými Američany |
| Paul DelVecchio (Pauly D)          | 1, 2, 3, 4, 5, 6 | 29  | Johnston, Rhode Island                     | Italský Američan                       |
| Ronnie Ortiz-Magro                 | 1, 2, 3, 4, 5, 6 | 23  | Bronx, New York                            | Portoricko-italský Američan            |
| Sammi Giancola (Sweetheart)        | 1, 2, 3, 4, 5, 6 | 22  | Hazlet, New Jersey                         | Italská Američanka                     |
| Vinny Guadagnino                   | 1, 2, 3, 4, 5, 6 | 21  | Staten Island, New York                    | Italský Američan                       |
| Deena Nicole Cortese               | 3, 4, 5, 6       | 23  | New Egypt, New Jersey                      | Italská Američanka                     |

## Řady
První řada
3. prosinec 2009 - 21. leden 2010
Druhá řada
29. červenec 2010 - 21. říjen 2010
Třetí řada
6. leden 2011 - 24. březen 2011